# Bernardim Freire de Andrade
Bernardim Freire de Andrade e Castro (Lisboa, 18 de fevereiro de 1759 — Braga, 17 de março de 1809), mais conhecido por Bernardim Freire ou Bernardino Freire, foi um oficial general do Exército Português, morto durante a Guerra Peninsular.

## Biografia
Nasceu em Lisboa, filho de Fernando Martins Freire de Andrade e Castro, morgado de Ribeira do Sado e do Bom Despacho, e de sua esposa Joana de Lencastre Forjaz.
Destinada a seguir a vida militar, depois de ter frequentado o Colégio dos Nobres, em 1781 alistou-se como cadete no Regimento de Infantaria de Peniche, ao tempo integrado na guarnição de Lisboa.
Foi promovido a alferes a 25 de Abril de 1782 e integrado na 5.ª Companhia do referido Regimento, sendo logo a 9 de outubro daquele ano promovido a tenente da mesma companhia e regimento. No prosseguimento da sua carreira militar, a 27 de abril de 1787 foi promovido a capitão, a 27 de fevereiro de 1790 a major e a 24 de setembro de 1791 a tenente-coronel. Durante todo este percurso manteve-se sempre na 5.ª companhia do Regimento de Infantaria de Peniche e na guarnição de Lisboa. 
Integrado nessa mesma companhia, foi enviado em 1793 para a Catalunha, onde participando do Exército Auxiliar à Coroa de Espanha participou nas acções da Campanha do Rossilhão contra as forças francesas. Foi ferido no ataque à posição de Madalena, na Catalunha, sendo a 17 de dezembro de 1794 promovido a coronel do seu regimento pelo seu desempenho em campanha.
Com a conclusão em julho de 1795 da Paz de Basileia, que pôs termo às hostilidades, regressou a Lisboa promovido ao posto de brigadeiro com data de 25 de janeiro de 1795, ficando integrada na guarnição da capital.
No posto de brigadeiro, no ano de 1800 foi nomeado governador e capitão-general da Capitania de São Paulo, no Brasil, mas não deixou Lisboa, pois por essa altura desencadearam-se os acontecimentos que levaram à Guerra das Laranjas contra o Reino de Espanha. Foi então nomeado comandante da brigada de granadeiros e caçadores do Exército do Alentejo. Quando em maio daquele ano se desencadearam as hostilidades participou no Combate de Arronches, contribuindo para minorar a derrota das forças portuguesas comandadas pelo general Carcome Lobo.
Terminada a guerra, regressou à guarnição de Lisboa, tendo aí participado em algumas comissões criadas no contexto da reforma do Exército Português que resultou da pesada derrota sofrida no conflito de 1801. A 25 de Fevereiro de 1807 foi promovido a marechal-de-campo e nesse mesmo dia nomeado Governador das Armas da Região Militar do Porto, força ao tempo conhecida por Partido do Porto. 
Com a invasão e ocupação de Portugal pelas forças francesas comandadas pelo general Jean-Andoche Junot, ocorrida em novembro de 1807, obteve autorização do Conselho de Regência para se retirar da vida militar e recolheu-se em Coimbra, na companhia do seu primo direito, D. Miguel Pereira Forjaz, que depois foi secretário do Conselho de Regência. 
Estava naquela cidade quando em 2 de maio de 1808 ocorreu o Levantamento de Madrid, grito de revolta contra a ocupação francesa da Espanha que rapidamente se estendeu a Portugal. No Verão de 1808, quando se generalizou a sublevação popular contra a ocupação francesa, dirigiu-se para o Porto para retomar o comando para que fora nomeado em 1807. Foi acompanhado pelo seu primo Miguel Pereira Forjaz, e ambos ocuparam cargos de destaque na Junta de Supremo Governo do Reino de Portugal que então se forma naquela cidade. Miguel Pereira Forjaz assume funções na parte administrativa e Bernardim Freire na reorganização de um exército nacional português, que entretanto fora desfeito pelo governo francês de ocupação.
Organizou então, recorrendo às poucas forças e armas que existiam na cidade do Porto e arredores, um pequeno exército, que com o nome de Exército de Operações da Estremadura se dirigiu para Coimbra, onde chegou a 5 de agosto de 1808, apoiando o flanco esquerdo das forças britânicas comandadas pelo general Arthur Wellesley, o futuro duque de Wellington. Apesar de mal treinadas e mal equipadas, as forças comandadas por Bernardim Freire já ascendiam a perto de 10 000 homens. Pouco depois encontra-se pela primeira vez com o general Wellesley em Montemor o Velho, que perante o estado das forças portuguesas decide incorporar apenas cerca de 1 500 homens nas suas fileiras, mas cede armas e alguns abastecimentos.
Nesse encontro foi estabelecido que os portugueses protegeriam o flanco esquerdo dos ingleses, que marchariam para sul junto à costa, pois Wellesley reconheceu que por mais vontade e patriotismo que os portugueses demonstrassem, só isso não seria suficiente para fazer frente aos franceses. Recomendou serem então usados todos os pretextos para demorar a marcha da força portuguesa, caso da paragem em Leiria, para que se pudesse complementar o pouco treino.
Apesar disso, as decisões militares e políticas de Bernardim Freire, sobretudo a de não juntar a sua força à do exército britânico, foram controversas, embora a sua acção, em conjunção com a força comandada pelo general Manuel Pinto de Morais Bacelar, tivesse impossibilitado a junção do corpo de tropas do general Louis Henri Loison ao do general Henri François Delaborde. Esse atraso permitiu aos britânicos só encontrarem as tropas do último no Combate da Roliça, travado no dia 17 de agosto, e terem tempo, de receber os reforços que foram essenciais para derrotar o exército francês de Junot na Batalha do Vimeiro, em 21 de agosto.
Estes acontecimentos, mas em particular a decisão de não acompanhar a força britânica, fizeram com que Freire não participasse em nenhuma das batalhas e que quando chegou finalmente à zona de Torres Vedras, já os princípios do que viria a ser conhecido por Convenção de Sintra tinham sido acordados, de nada valendo os seus protestos.
Após a assinatura da Convenção de Sintra e de decidida a evacuação do exército francês de Portugal, regressou ao Porto. Naquela cidade assumiu o comando das forças militares do Porto e do Minho, que então se preparavam para a defesa de Portugal face ao mais que provável regresso dos franceses e para dar apoio às forças espanholas na expulsão do exército napoleónico do resto da Península Ibérica.
Regressado ao cargo de Governador Militar do Porto, a 2 de outubro de 1808 foi promovido a tenente-general. No início de 1809 recebeu a missão de defender a fronteira do Minho, quando já se avizinhava a Segunda Invasão Francesa, comandada pelo general Nicolas Jean de Dieu Soult. 
A 30 de janeiro de 1809 saiu do Porto com um pequeno e desorganizado exército e apesar do Conselho de Regência ter indicado quais os lugares que deveria defender, tal não foi possível devido à rapidez do avanço francês e à contínua escassez de homens treinados e de armas. Apesar disso, durante o mês de fevereiro conseguiu evitar que as forças comandadas por Soult atravessassem o rio Minho em Vila Nova de Cerveira e Caminha, não impedindo todavia a invasão de Trás-os-Montes.
Tentou ainda, em diversos reconhecimentos entre Braga e Ruivães, escolher um local adequado onde pudesse montar uma linha de defesa. Contudo, a sua acção deparou-se com imensas dificuldades, que começavam na indisciplina que reinava no seu exército, e decidiu então a retirada para o Porto. Os seus homens extremamente permeáveis às influências dos habitantes da zona, são levados a crer que ele estava a abrir o caminho para os franceses, amotinaram-se e prenderam-no.
Ainda conseguiu salvar-se de uma primeira situação complicada, pela mão de António Bernardo da Silva, comandante de ordenanças, que travou os ímpetos dos que acusavam Bernardim Freire de colaboracionista e de ter entregado o país aos franceses, mas mais à frente nada pôde fazer quando milícias misturadas com camponeses o quiseram linchar pelos mesmos motivos.
Daquela vez valeu-lhe Christian Adolph Friedrich Eben, mais conhecido pelo barão de Eben, um oficial prussiano que comandava um regimento britânico sediado no Porto, que o resgatou dos amotinados e quis levar para o seu quartel. Foi rodeado pela multidão que exigia a sua entrega, decidindo então enviá-lo para a prisão de Braga, o que foi aceite pelos amotinados. Contudo, a pequena escolta que deixou foi insuficiente para conter a população e nesse mesmo dia, 18 de março de 1809, foi assassinado junto à prisão de Braga. Igual sorte teria pouco depois o seu quartel mestre, o general Custódio José Gomes Vilas Boas, igualmente linchado por milicianos que o acusavam de pactuar com os invasores franceses.
Nos dias seguintes travou-se a Batalha do Carvalho d'Este e só a 21 de outubro, depois de desfeitas as dúvidas sobre a sua falsa traição, foram realizadas as cerimónias religiosas pela sua morte.